# Collectieve actie
Een collectieve actie, in het Engels een class action en in het Nederlands ook wel een representatieve actie of groepsvordering of collectieve vordering genoemd, is een rechtszaak waarin een grote groep mensen of rechtspersonen collectief een vordering bij de rechter aanhangig maakt. Deze vorm van een collectieve rechtszaak is ontstaan in de Verenigde Staten en is nog steeds voornamelijk een Amerikaans fenomeen. Verschillende Europese landen hebben in de periode 2005-2010 heel wat wetswijzigingen gekend waardoor belangenorganisaties zoals consumentenorganisaties vorderingen voor grote groepen in één rechtszaak kunnen behandelen. In Nederland is het al sinds 1994 mogelijk om een collectieve actie te voeren.

## Oorsprong in de Amerikaanse Federale Class Action Fairness Act
De class-action lawsuit is niet toevallig een Amerikaanse uitvinding. Van oudsher hechten de Verenigde Staten meer waarde aan privé-initiatieven van de gewone burger. Dat geldt ook voor de handhaving van de wet. Rule 23 van de 'Federal Rules of Civil Procedure' en 28 U.S.C.A. § 1332(d) geeft de Federale Rechtbanken in de Verenigde Staten jurisdictie over class actions. Class action-rechtszaken kunnen worden ingesteld in de Federale Rechtbank, indien de vordering haar basis heeft in Federale Wetgeving, of indien de vordering valt onder 28 USCA § 1332(d). Krachtens § 1332(d)(2) hebben de Federale Rechtbanken jurisdictie over burgerlijke vorderingen.

## Procedure
De procedure voor het indienen van een class action bestaat uit het opmaken van een dossier met één of meerdere genoemde eisers van een gelijkgezinde vooropgestelde groep. Deze moet bestaan uit een groep van personen of bedrijven die gemeenschappelijk gelijkgestemde schade of letsel hebben opgelopen. Meestal zijn deze gevallen het gevolg van een daad van een bedrijf, of van een bepaald product-defect, of van een beleid waardoor de groep universeel schade lijdt. Nadat de klacht is ingediend, moet de eiser dit laten certificeren in het bestand van class actions.

## Kenmerken
De rechtsprocedure voor een class action moet voldoen aan bepaalde en duidelijke kenmerken:
1. de class action moet zo groot zijn dat de individuele aanpak onpraktisch is.
2. juridische of feitelijke vorderingen gemeen hebben.
3. de vorderingen of verdedigingen moeten verband houden met dat van de eisers of verdachten.
4. de representatieve partijen moeten de belangen van de eisers voldoende kunnen beschermen. 
Vaak worden deze 4 voorwaarden samengevat onder kwantitatief, collectief, karakteristiek, adequaat.

In veel gevallen moet de partij die de class action indient ook aantonen dat: 
1. de gemeenschappelijke belangen tussen de eisers en de verdediging de procedure zal overheersen; dit in tegenstelling tot individuele feit-specifieke conflicten tussen individuele eisers en de verdediging.
2. in plaats van een afzonderlijke/individuele rechtszaak, de class action beter geschikt is voor het oplossen van het geschil.

## Praktisch gebruik
Sinds 1938 hebben veel Amerikaanse staten de wetten analoog met de FRCP-regels aangenomen. Sommige staten, zoals Californië, hebben burgerlijke procedures in hun rechtssysteem die aanzienlijk afwijken van de Federale Regels. De "California Codes" voorzien in vier typen class action. Het gevolg hiervan is twee aparte procedures die specifiek gewijd zijn aan het nogal gecompliceerde onderwerp van Californiës class actions. Sommige staten, zoals Virginia, kennen geen class action, terwijl andere staten, zoals New York, het soort vorderingen beperken die met een class action kunnen worden ingesteld.
De invoering van de Class Action Fairness Act van 2005 werd goedgekeurd door het Congres van de Verenigde Staten, dat de volgende uitspraak deed:

Class action zijn rechtszaken die een belangrijk en waardevol onderdeel van het rechtssysteem/samenleving zijn, wanneer zij de eerlijke en efficiënte oplossing van legitieme aanspraken van talrijke partijen mogelijk maakt doordat de vorderingen worden samengevoegd in één enkele actie tegen een gedaagde die naar verluidt schade heeft toegebracht.

## Class actions in verschillende landen
- Canada: Tot op heden heeft de grootste class action-rechtszaak in Canada (2005) plaatsgevonden toen Nora Bernard het initiatief nam om door middel van een class action een rechtszaak tegen de Canadese regering aan te spannen. De overlevenden van dit Canadian residential school system, naar schatting 79.000 Canadezen, handelden in eensgezindheid in deze class action.
- Nederland: In het Nederlands recht bestaat sinds 1994 de mogelijkheid om collectieve acties te voeren, alhoewel in eerste instantie nog niet de mogelijkheid om via collectieve procedures schadevergoeding te bedingen. Met de invoering van de Wet afwikkeling massaschade in collectieve actie is dat sinds 2020 wel mogelijk.
- België: In het Belgisch rechtssysteem werd de term groepsvordering voor het eerst echt veelvuldig gebruikt naar aanleiding van de onderzoeken naar seksueel misbruik in de Operatie Kelk. In het Amerikaans rechtssysteem kan, door de accusatoire procesvoering, een bedrijf een sanctie opgelegd krijgen, bijvoorbeeld een miljoenenboete. Dat kan een groep slachtoffers een groot voordeel opleveren. Zulke zaken zijn in België niet van toepassing, omdat ter besluit van een Belgisch strafproces doorgaans een sanctie wordt uitgesproken, bijvoorbeeld een gevangenisstraf of geldboete, zonder dat de tegenpartij daar winst uit haalt. Het Belgisch privaatrecht of burgerlijk kent geen punitieve functie zoals in de VS. Een ander voorbeeld van een groepsvordering is een eis van Test-Aankoop tegen de supermarkten. In juli 2013 kondigde minister van Economie Johan Vande Lanotte aan dat consumenten in de toekomst samen naar de rechter kunnen stappen via een erkende consumentenorganisatie.[1] De nieuwe wet is van kracht sedert 1 september 2014, en spreekt van een rechtsvordering tot collectief herstel.[2][3] Om Amerikaanse toestanden[4] te vermijden, kunnen rechtsvorderingen enkel ingesteld worden door groepsvertegenwoordigers (in de praktijk met name – maar niet uitsluitend - consumentenorganisaties), en alleen bij de Rechtbank van eerste aanleg en het Hof van beroep (België) te Brussel. Er kan wel een opt-out-formule toegepast worden.[2]  Sinds 2018 kan het Netwerk tegen Armoede, dat een zestigtal Vlaamse en Brusselse armoedeverenigingen vertegenwoordigt, een groepsvordering instellen in naam van een groep gedupeerde armen.
- Oostenrijk
- Frankrijk
- Duitsland
- Italië: Italië heeft nu een class action-wetgeving.[5]
- India
- Spanje
- Zwitserland